# Оксамитова революція
Оксами́това револю́ція 1989 (чеськ. sametová revoluce, словац. nežná revolúcia) — повалення комуністичного режиму в Чехословаччині (тоді ЧССР або Чехословацька Соціалістична Республіка), яке відбулося мирним шляхом без використання зброї та пролиття крові в результаті вуличних акцій протестів, що відбулися в період з 17 листопада по 29 грудня 1989 року.
Назву революції запропонували іноземні журналісти. Але, на думку Вацлава Гавела — новообраного президента Чехословаччини після революції, назва не повністю відображає події перших днів, адже армія була в бойовій готовності, а міліція вимагала дозволу на застосування сили проти демонстрантів.
Успіх Оксамитової революції був забезпечений сприятливим міжнародним станом (падіння Берлінської стіни і Перебудова в СРСР).

## Передумови
Після Лютневого заколоту 1948-го до влади в ЧССР прийшли комуністи і до революції керівна роль в державі була за КПЧ, хоча формально існувала багатопартійність. Проводилася політика, яка виключала найменшу можливість реформування суспільства. Відбувалися репресії, внаслідок яких страждала інтелігенція, зокрема учасники дисидентського руху 1970-80-х, члени Хартії-77. Загалом, у країні теж були наявні всі ознаки тоталітарного комуністичного режиму. Народу Чехословаччини набрид комуністичний режим і несвобода, але вони боялися щось робити (боялися повтору подій «Празької весни» 1968, коли радянські війська розправилися з протестом, при цьому загинули 72 громадянина Чехословаччини).

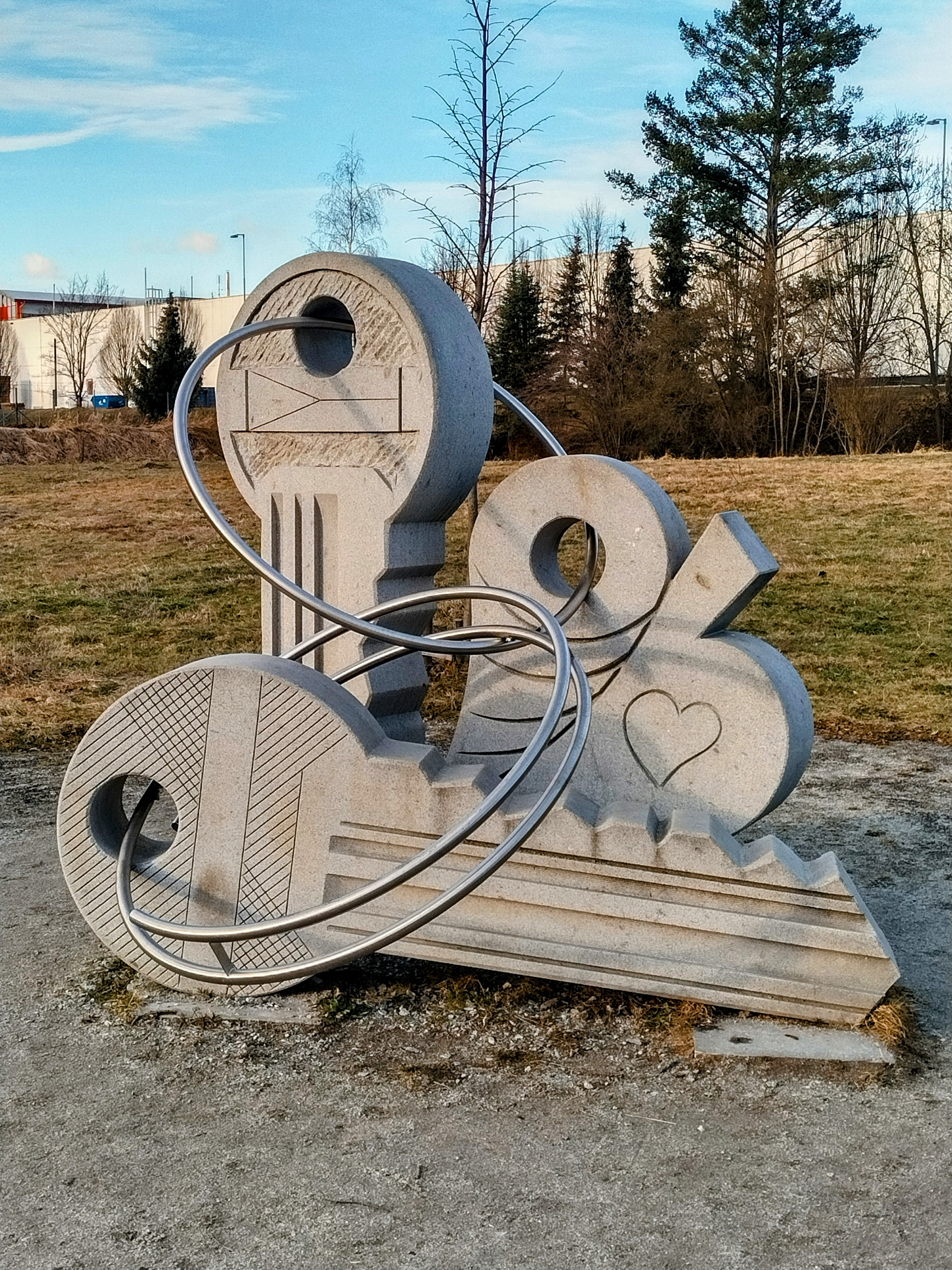
Їіглава "Пам'ятник 17 листопада 1989 року"

Економічне становище у Чехословаччині наприкінці 1980-х було несприятливим. Існувала економічна стагнація: урядові економічні програми не виконувалися, спостерігалося значне сповільнення темпів зростання економіки країни. Деякі ринкові елементи, що зберігалися у діяльності сільськогосподарських кооперативів, забезпечували стабільне становище у виробництві продуктів харчування, завдяки чому вдавалося стримувати падіння життєвого рівня населення.
Рух протесту проти політичного режиму в Чехословаччині розгортався під гаслами демократії, незалежності і зближення з Європою. Перебудова, що почалася в СРСР, підштовхнула опозицію в Чехословаччині до рішучіших дій. Як основний метод була обрана кампанія вуличних демонстрацій з провокуванням влади на застосування насильства.
Перші відкриті прояви опозиційних настроїв суспільства в країні почалися ще 1988-го у вигляді вуличних акцій протесту, але всі вони розганялися міліцією. Так, у березні 1988 року, відбулась так звана Демонстрація зі свічками. Наступна серія масових маніфестацій пройшла в січні 1989 за підтримки Церкви. Зіткнувшись з проявом невдоволення, влада не пішла на діалог з інакодумцями, зробивши ставку на їхнє придушення силою, що зрештою й поклало початок безкровному поваленню самого комуністичного режиму.
Студенти сформували нелегальну організацію під назвою «Незалежне студентське об'єднання». Вони вирішили 17 листопада в Міжнародний день студентів відзначити 50 років з моменту проведення демонстрації проти закриття чеських вищих навчальних закладів німцями. Шимон Панек, один з лідерів празького студентського комітету, говорить, що студенти хотіли показати комуністичній верхівці, що вони не згодні з тим, що відбувається в країні, що їм потрібна свобода, потрібний діалог, що вони хочуть мати можливість подорожувати, говорити про те, чого вони хочуть, тому і організовують демонстрацію.

## Хід революції
Відкрите зіткнення з владою почалося 17 листопада 1989 після придушення багатотисячної мирної студентської демонстрації у Празі, яка була організована в пам'ять Яна Оплетала, чеського студента, який загинув у 1939 під час протестів проти нацистської окупації Чехії. Спочатку демонстрація проходила під суто студентськими гаслами, але в міру наближення до центру Праги до ходи приєднувалося все більше людей, і в колоні вже йшли до 50 тисяч осіб. Демонстранти почали вимагати проведення вільних виборів, відставки Генерального секретаря КПЧ Мілоша Якеша, скасування монополії КПЧ, скандуючи «Яшека до кошика», «Комунізм комуністам». А приблизно о 20 годині кордони міліції заблокували близько 2 тисяч людей на Національному бульварі, що недалеко від Вацлавської площі та перегородили дорогу частині процесії, що відстала. При цьому демонстранти поводилися мирно, часом скандуючи «Ваше завдання — захищати нас!», «Ми беззбройні». Далі демонстранти були жорстоко розігнані. За даними комісії Федеральних зборів Чехословацької Федеративної Республіки від 9 травня 1990 року, тоді поранення різних ступенів тяжкості отримали понад 500 людей.
Дії міліції були настільки жорстокими, що з'явилися чутки про загиблих. Детонатором антиурядових виступів стали чутки, що поширилися на день пізніше, про вбивство одного зі студентів. «Жертвою» став студент Мартін Шмідт, який нібито загинув у результаті застосування сили міліцією при розгоні демонстрації. Це ключова подія «оксамитової революції» виявилася виставою, влаштованою спецслужбами самого правлячого режиму ЧССР. Роль пораненого студента, якого під об'єктивами телекамер безлічі укладали в карету «швидкої допомоги», зіграв лейтенант держбезпеки. 18 листопада студенти оголосили страйк в знак і відмовилися відвідувати заняття. До них приєдналися викладачі, актори з театрів, інтелігенція.
19 листопада в Клубі драматургії за присутності культурних діячів, незалежних ініціатив, студентів та інших громадян був заснований Громадянський форум, який почав діалог з правлячими структурами. Були сформовані вимоги до влади: провести розслідування дії служб безпеки під час розгону демонстрації 17 листопада, притягнути винних до відповідальності. Кількість учасників демонстрації сягала 200 тисяч людей.

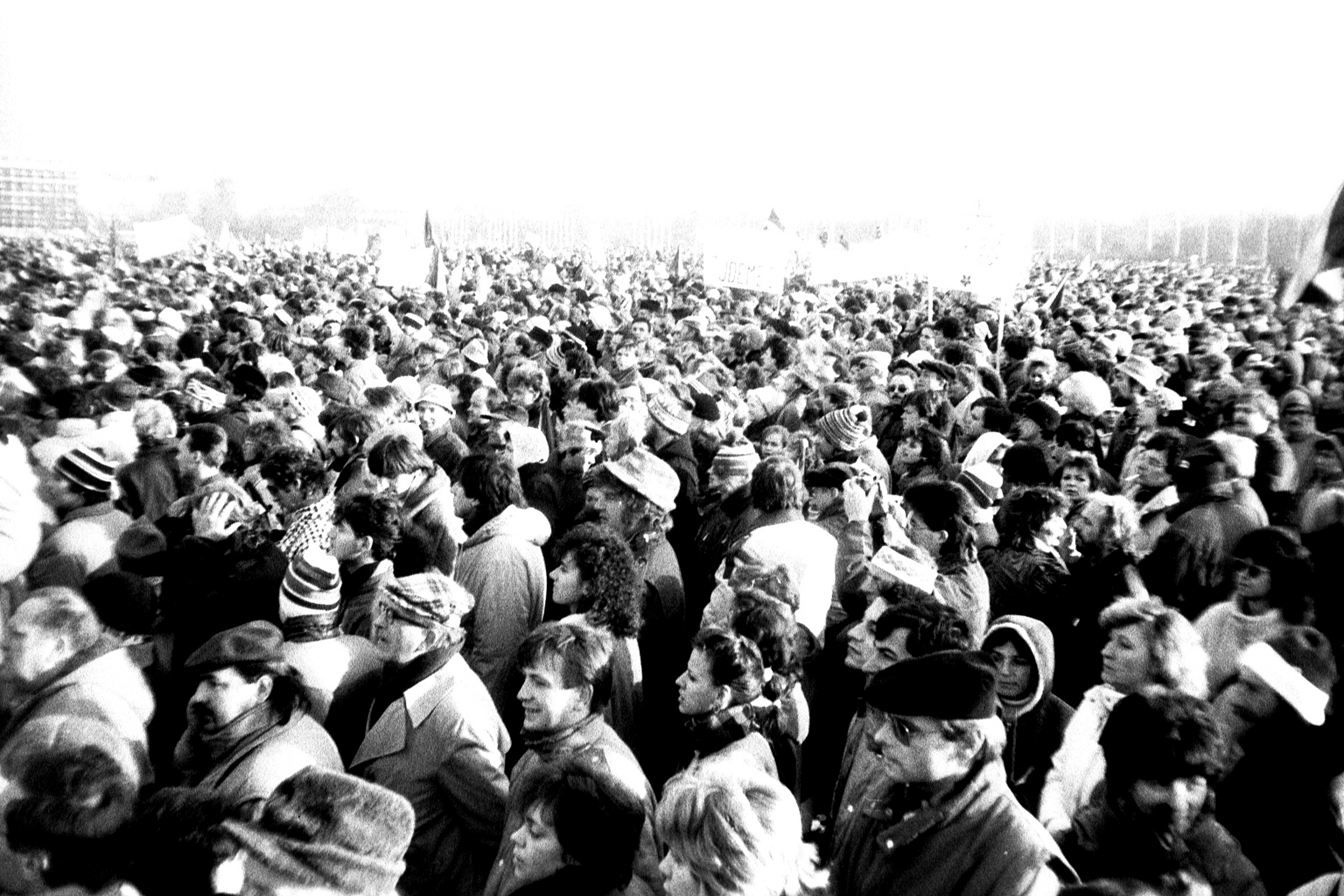
Летенське поле 25 листопада

20 листопада студенти столиці оголосили про страйк, який відразу ж протягом першого дня підтримали практично всі вищі навчальні заклади країни. Одночасно в центрі Праги і в інших містах почалися масові демонстрації (у столиці щоденна кількість їхніх учасників сягала чверті мільйона чоловік). До акцій студентів приєдналися представники інтелігенції, а згодом і колективи багатьох підприємств країни.
Лідери неофіційних угруповань, які утворили в Чехії та Моравії політичний рух «Громадянський форум» (у Словаччині аналогічний рух отримав назву «Громадськість проти насилля» (ГПН), очолили народне невдоволення, зуміли надати йому організованого характеру і протягом кількох тижнів домогтися докорінних змін у суспільно-політичному житті Чехословаччини. 21 листопада опозицію підтримав кардинал Чехії Франтішек Томашек.
Під тиском опозиції і масових демонстрацій 24 листопада керівництво Комуністичної партії Чехословаччини пішло у відставку. Зокрема, замість Мілоша Якеша новим генеральним секретарем партії був обраний Карел Урбанек.
25 та 26 листопада на Летенському полі в Празі відбулися найчисленніші демонстрації: зібралося до 700 тисяч громадян. У їхніх руках були запалені свічки солідарності, портрети лідера «Празької весни» 1968-го Олександра Дубчека і «вогняного символу опору» Яна Палаха. 27 листопада по всій країні був оголошений загальний двогодинний страйк з вимогою відставки уряду і вільних виборів.
27 листопада відбувся двогодинний загальнонаціональний страйк, що тривав з 12 до 14 години, і в якому взяло участь 75 % населення країни. Сигналом до початку страйку став звук сирени. Громадяни приєдналися до вимог студентів та «Громадянського форуму», вимагаючи скасування статті Конституції про керівну роль КПЧ, відставки членів партії та уряду, які скомпрометували себе, проведення розслідування щодо подій 17 листопада та проведення вільних виборів.
28 листопада за підсумками зустрічі делегації уряду Чехословаччини і правлячого Народного Фронту з представниками опозиційного «Громадського форуму» було прийнято рішення про скасування закріпленого в конституції положення про керівну роль комуністичної партії.
29 листопада парламент скасував статтю конституції про керівну роль КПЧ.

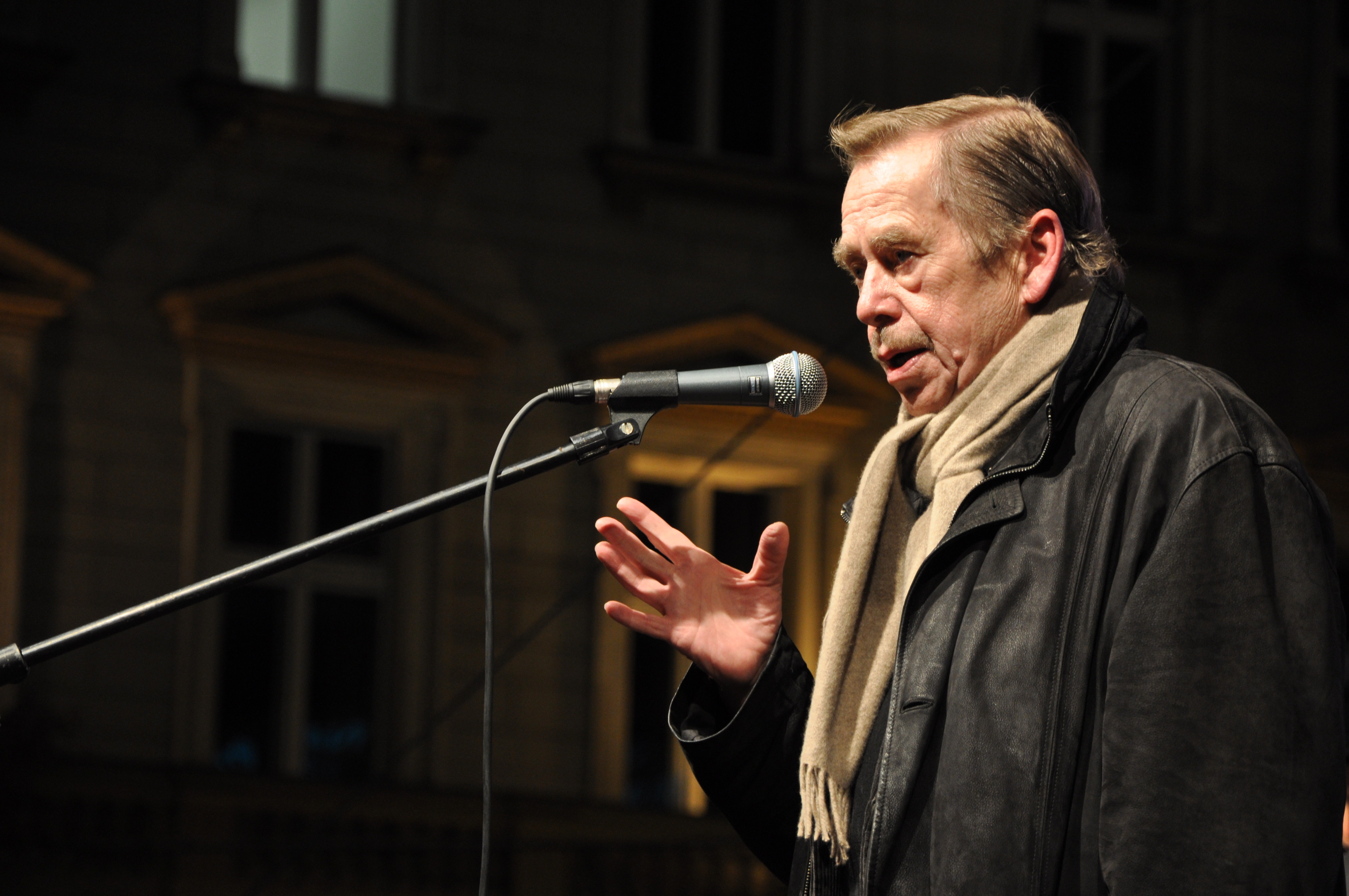
Гавел Вацлав

10 грудня президент Чехословаччини Густав Гусак пішов у відставку, і був сформований новий коаліційний уряд національної згоди, в якому комуністи і опозиція отримали однакову кількість місць.
Була здійснена «реконструкція» парламенту, де КПЧ втратила більшість. Припинили свою діяльність і органи та організації КПЧ в армії, прикордонних військах, військах МВС, корпусі національної безпеки, органах прокуратури, юстиції тощо.
На своєму позачерговому з'їзді (20–21 грудня) КПЧ відмежувалася від сектантсько-догматичної моделі партії і суспільства. Була прийнята програма дій КПЧ «За демократичне соціалістичне суспільство». Скасовано партійний статут, натомість прийнятий демократичніший тимчасовий регламент. Радикально скорочений апарат партії. Переглянута оцінка подій 1968—1969 років, оголошено про намір виробити новий погляд на історію партії, починаючи з моменту її утворення. Ряд колишніх керівників КПЧ виключений з партії.
Зміна політичної системи призвела до стрімкого входження нових осіб до складу державної еліти. Ядро цієї нової політичної еліти склали дисиденти, що існували в Чехословаччині в 1970–1980-х роках.
29 грудня 1989 реорганізований парламент обрав своїм головою Олександра Дубчека, головного ініціатора курсу реформ 1968—1969 років, відомих як «Празька весна», а президентом ЧССР — письменника, правозахисника, главу «Громадського форуму» Вацлава Гавела.

## Наслідки
Нове керівництво Чехословаччини взяло курс на утвердження політичного плюралізму, ринкової економіки. Відновилася законодавча та виконавча влада на федеральному рівні та рівні місцевих рад.
У лютому 1990 Гавел відвідав Москву і прийняв вибачення радянського уряду за збройне вторгнення 1968-го, а також отримав обіцянку про вивід з Чехословаччини всіх радянських військ до липня 1991 р.
У березні Федеральні збори узаконили приватне підприємництво і схвалили приватизацію державних промислових підприємств. Також було скасовано стару назву країни — Чехословацька Соціалістична Республіка, а 20 квітня з поваги до національних почуттів словаків федеральні збори змінили офіційну назву Чехословаччини, яка стала називатися Чеською і Словацькою Федеративною Республікою (ЧСФР).
8-9 червня були проведені перші після 1946-го вибори в Федеральні збори, в яких взяли участь 96 % виборців. За півроку сформувалися десятки політичних партій, близько 40 брали участь у виборах. Це були переважно організації, що відновили свою діяльність. Вони виникли 1968, але не розвивалися у зв'язку з введенням радянських військ. «Громадянський форум» набрав понад 46 % голосів, і отримав більшість у Федеральних зборах. КПЧ теж брала участь у виборах, набравши 14 % голосів, а коаліція з угруповань християнських демократів зайняла третє місце. Одразу після виборів новообрані депутати розділилися на два табори: одні виступали за заборону комуністичної партії, проведення люстрації, звільнення діячів минулого режиму; інші були більш помірковані.
5 липня 1990 нові федеральні збори переобрали Гавела на пост президента республіки на дворічний термін, а Дубчека — на пост голови зборів.
У кінці літа і восени 1990 проходили переговори між представниками Чехії і Словаччини, що закінчилися підписанням конституційного акту про передачу основних повноважень республікам.
У листопаді 1990 відбулися вибори до місцевих рад.
Коли головою «Громадянського форуму» обрали Вацлава Клауса, той вирішив перетворити цю організацію на консервативну партію. Незгодні з цим дисиденти вважали, що форум має залишатися політичним рухом, адже саме як громадська організація він переміг на виборах. Однак, рух все ж розколовся у березні 1991.
З 1 січня 1993 існують дві незалежні держави — Чехія та Словаччина.
У Чехії день 17 листопада оголошено Днем боротьби за свободу і демократію, а в Словаччині — Днем боротьби проти тоталітаризму.

## Інші значення
Термін «Оксамитова революція» застосовується і до інших східноєвропейських країн, де в кінці 1980-х — початку 1990-х відбувся безкровний перехід від соціалістичної до ліберальної системи. Згодом термін «оксамитова революція» став застосовуватися для різного роду повалень режимів по всьому світу без військової участі. На сьогодні на зміну цьому терміну прийшов популярніший «Кольорова революція».